# کویوتا (اوئایلاس)
کویوتا (به اسپانیایی: Collota) یک کوه در پرو است. کویوتا ۴٬۷۱۶ متر بالاتر از سطح دریا واقع شده‌است.